# Vanessa Mohnke
Vanessa Mohnke (* 4. April 1980 in Bonn) ist eine deutsche Politikerin (SPD). Sie war von 2020 bis 2025 Abgeordnete in der Hamburgischen Bürgerschaft.

## Leben
Vanessa Mohnke kam 2005 nach Hamburg. Sie trat mit 16 Jahren in die SPD ein, ist ehemalige Vorsitzende des Distrikts Eimsbüttel-Süd und gehört seit 2018 dem SPD-Landesvorstand Hamburg an. Von 2011 bis 2015 arbeitete sie im Wahlkreisbüro für den Bürgerschaftsabgeordneten Martin Schäfer und von 2015 bis 2020 für die Bürgerschaftsabgeordneten Uwe Giffei und Milan Pein. Nach der Bürgerschaftswahl in Hamburg 2020 rückte sie für ein Senatsmitglied in das Parlament nach. Mohnke ist Mitglied im Ausschuss für Schule und Berufsbildung, Wissenschaftsausschuss und im Ausschuss für Familie, Kinder und Jugend. Bei der Bürgerschaftswahl 2025 verfehlte sie den Wiedereinzug in die Bürgerschaft.
Mohnke lebt mit ihrer Familie in Hamburg-Eimsbüttel.

## Mitgliedschaften
- SPD Hamburg seit 1996
- Ver.di
- Vorstandsmitglied der Deutsch-Israelischen Gesellschaft Hamburg seit September 2021